# James Wen
En aquest nom xinès, el cognom és Wen.
James Wen   (Kaohsiung, 22 de febrer de 1978) és un actor, model i ex reporter taiwanès. És conegut per un rol secundari en el drama taiwanès My Queen, gràcies al qual va rebre una de les quatre nominacions dels Golden Bell Awards en la seva carrera. Segons el motor de cerques Yahoo! Search, va ser la novena celebritat amb més cerques del gener a l'abril del 2009.

## Debut
Va néixer a Kaohsiung, malgrat que la seva llar ancestral és Gaoshu, al Comtat de Pingtung. Es va graduar en Jornalisme i Comunicació a la Universitat Shih Hsin. El 1999, va guanyar el premi de model més fotogènic en el concurs de Men's UNO. Va endinsar-se en el modelatge i el reportatge periodístic abans d'estrenar-se com a actor.

## Premis i nominacions
| Any  | Premi              | Categoria              | Treball                        | Resultat  |
| ---- | ------------------ | ---------------------- | ------------------------------ | --------- |
| 2005 | Golden Bell Awards | Millor actor           | Numbers                        | Nominat   |
| 2008 | Golden Bell Awards | Millor actor           | General Xu Pangxing            | Nominat   |
| 2009 | Golden Bell Awards | Millor actor secundari | My Queen                       | Nominat   |
| 2010 | Golden Bell Awards | Millor actor           | The Year of Happiness and Love | Nominat   |
| 2011 | Golden Bell Awards | Millor actor           | The Fierce Wife                | Nominat   |
| 2019 | Golden Bell Awards | Millor actor           | A Taiwanese Tale of Two Cities | Nominat   |
| 2019 | Golden Bell Awards | Millor actor secundari | The World Between Us           | Guanyador |
| 2016 | Premis Emmy        | Millor actor           | Echoes in Time                 | Nominat   |